# 志木市立宗岡小学校
志木市立宗岡小学校（しきしりつ むねおかしょうがっこう）は、埼玉県志木市中宗岡にある公立小学校。

## 概要
志木市立宗岡小学校とは、1874年に開校した学校である。児童数はおよそ500人である。校舎は4階建て、屋上付き。
1階は職員室、保健室、校長室、印刷室、給食室、体育館への入り口、プール入り口などがある。
2、3階は生徒の教室が集まっている。特別クラスのたんぽぽもある。
4階は、理科室、家庭科室などがある。
学校教育目標は「よく考える子」「思いやりのある子」「心も体も元気な子」

## 卒業生
- 穂坂泰 - 衆議院議員